# Alex Burin
Pour les articles homonymes, voir Burin (homonymie).
Pas d'image ? Cliquez ici

a Compétitions nationales et continentales officielles uniquement.

b Matchs officiels uniquement.
Dernière mise à jour le 20 février 2024.
Alex Burin, né le 14 décembre 1999 à Châteaubriant (Loire-Atlantique), est un joueur français de rugby à XV jouant au poste de pilier droit au SU Agen depuis 2018.
International français des moins des 20 ans, il remporte avec les Bleuets le Championnat du monde junior en 2019.

## Biographie

### Jeunesse et formation
Originaire de Loire-Atlantique, Alex Burin commence le rugby à l’âge de 5 ans à Châteaubriant, sa ville natale, suivant son grand frère Maxence,. En parallèle, il pratique également la natation jusqu'à ses 10 ans.
Après avoir donc fait ses classes au Sport Athlétique Castelbriantais, il rejoint le club de Saint-Nazaire à 14 ans et demi, où il est sélectionné en équipe régionale avec qui il participe au tournoi interpole. Ensuite, il rejoint les espoirs du SU Agen en 2017 à l'âge de 18 ans. Il est en effet recruté par Sébastien Calvet, le responsable du centre de formation lot-et-garonnais, après un essai concluant au club.

### Débuts professionnels avec Agen et champion du monde des moins de 20 ans avec les Bleuets (2018-2022)
Un peu plus d'un an après son arrivée à Agen, à seulement 18 ans, Alex Burin fait ses débuts professionnels avec son club formateur durant la saison 2018-2019, le 7 décembre 2018, à l'occasion de la troisième journée de Challenge européen face à Grenoble,. Il entre à la place de Giorgi Tetrashvili dans une défaite 22-15. Quelque temps plus tard dans la saison, le 1er février 2019, il signe son premier contrat espoir avec Agen, qui le lie au club jusqu'en 2022. Pour sa première saison professionnelle, il joue cinq matchs. En parallèle, il est convoqué avec l'équipe de France des moins de 20 ans pour le Tournoi des Six Nations des moins de 20 ans 2019 durant lequel il dispute quatre des cinq rencontres de son pays.
À l'intersaison, il est de nouveau convoqué avec les Bleuets pour le Championnat du monde junior. Il est alors l'un des plus grands espoirs français à son poste. Il est titulaire lors du premier match de la compétition face aux Fidji, puis entre en jeu lors des deuxième et troisièmes rencontres face au pays de Galles et l'Argentine. Il est ensuite titularisé pour la demi-finale face à l'Afrique du Sud, remportée 20 à 7. En finale, contre l'Australie, il est reconduit en tant que titulaire en première ligne en compagnie de Jean-Baptiste Gros et Théo Lachaud. Alex Burin marque un essai dans ce match que les Français remportent d'un point, sur le score de 23 à 24,. La France est ainsi championne du monde et Burin remporte le premier titre de sa carrière.
Durant la saison suivante, en 2019-2020, sa progression est stoppée par une hernie discale survenue à la suite une mêlée écroulée à l’entraînement. Il doit alors se faire opérer,. Après une saison blanche il fait son retour en début de saison 2020-2021 et retrouve du temps de jeu, malgré la saison compliquée de son club qui est relégué en Pro D2, après une saison sans la moindre victoire.

### Titulaire en club et première convocation en équipe de France (depuis 2022)
C'est durant la saison 2022-2023 qu'Alex Burin confirme son potentiel et s'impose comme le pilier droit titulaire de son club.
Puis, en début de saison 2023-2024, il prolonge son contrat de trois ans avec Agen, soit jusqu'en 2026. Il est alors un joueur important de son équipe. Au mois de février 2024, après avoir disputé quatorze matchs de championnat dont douze en tant que titulaire, il est ensuite sélectionné pour la première fois de sa carrière en équipe de France, à la surprise générale, remplaçant Thomas Laclayat blessé aux côtes, pour la troisième journée du Tournoi des Six Nations 2024 face à l'Italie. Il fait alors partie des rares joueurs évoluant en deuxième division à avoir été appelé avec le XV de France, après Melvyn Jaminet et Quentin Walcker en 2021 avec Perpignan ou encore Demba Bamba en 2018 avec Brive.

## Palmarès

### En club
Néant

### En équipe nationale
- France -20
  - Vainqueur du Championnat du monde junior en 2019.